# 37e législature du Canada

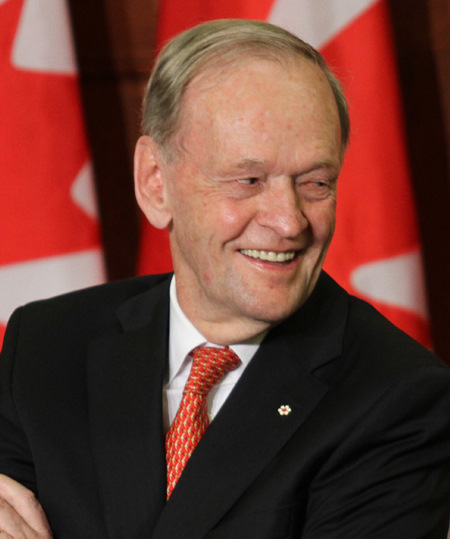
Jean Chrétien est premier ministre durant les trois premières années de la.

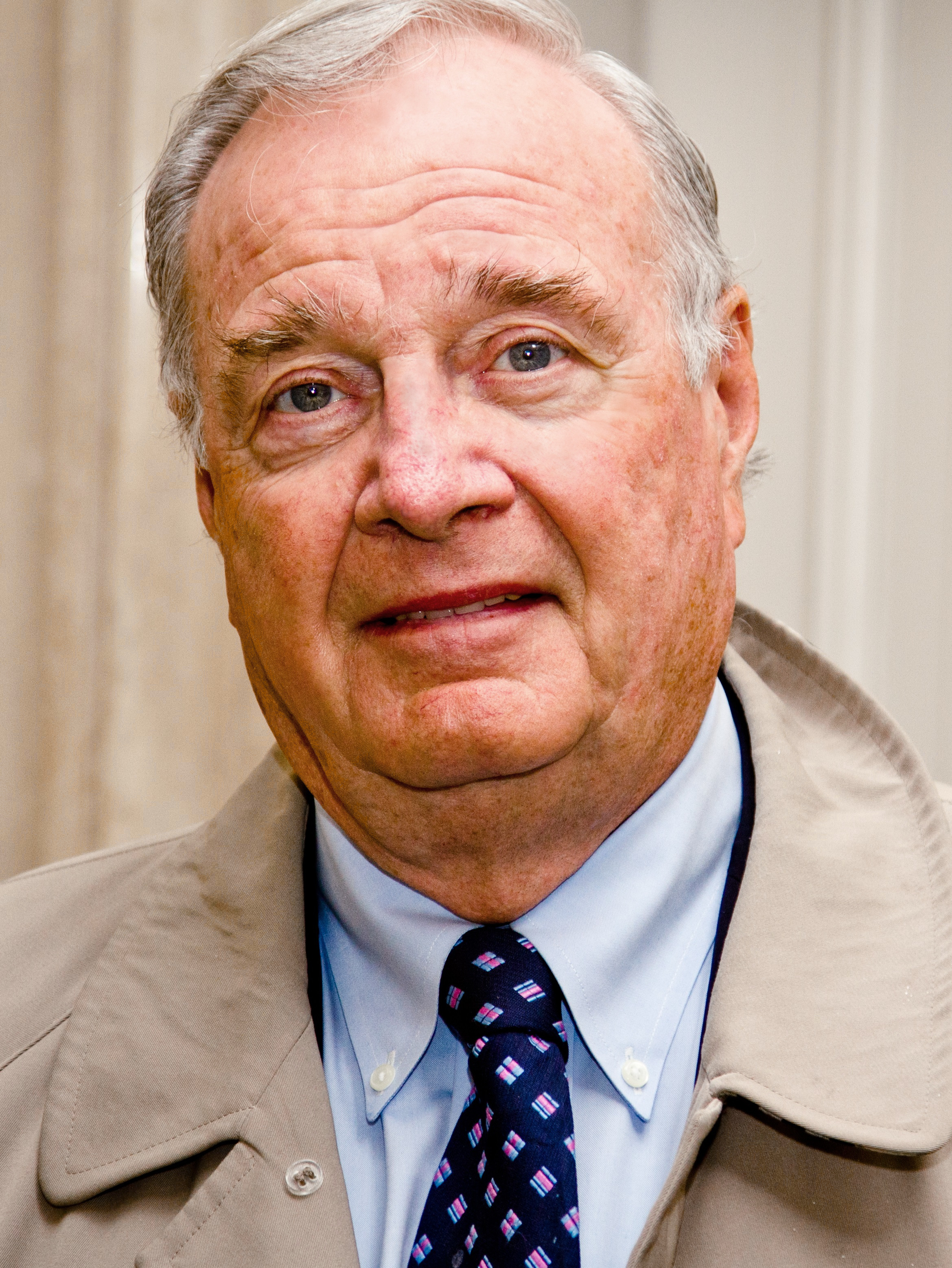
Paul Martin est premier ministre durant la dernière année de la.

La 37e législature du Canada est en session du 29 janvier 2001 au 23 mai 2004. Sa composition est déterminée par les élections de 2000, tenues le 27 novembre 2000, et légèrement modifiée par des démissions et des élections partielles survenues avant les élections de 2004.
Cette législature est contrôlée par une majorité parlementaire détenue par le Parti libéral et dirigé initialement par Jean Chrétien et ensuite par Paul Martin. L'opposition officielle est représentée par l'Alliance canadienne de Stockwell Day et ensuite par le Parti conservateur de Stephen Harper.
Le président de la Chambre des communes du Canada est Peter Milliken.
Voici les 3 sessions parlementaires de la 37e législature :
| Session | Début             | Fin               |
| ------- | ----------------- | ----------------- |
| 1re     | 29 janvier 2001   | 16 septembre 2002 |
| 2e      | 30 septembre 2002 | 12 novembre 2003  |
| 3e      | 2 février 2004    | 23 mai 2004       |

## Liste des députés

### Alberta
| Circonscription      | Circonscription | Nom              | Parti |
| -------------------- | --------------- | ---------------- | ----- |
| Athabasca            |                 | David Chatters   | AC    |
| Calgary-Centre       |                 | Joe Clark        | PC    |
| Calgary-Est          |                 | Deepak Obhrai    | AC    |
| Calgary-Nord-Est     |                 | Art Hanger       | AC    |
| Calgary-Ouest        |                 | Rob Anders       | AC    |
| Calgary-Sud-Est      |                 | Jason Kenney     | AC    |
| Calgary-Sud-Ouest    |                 | Preston Manning  | AC    |
| Crowfoot             |                 | Kevin Sorenson   | AC    |
| Edmonton-Centre-Est  |                 | Peter Goldring   | AC    |
| Edmonton-Nord        |                 | Deborah Grey     | AC    |
| Edmonton-Ouest       |                 | Anne McLellan    | PLC   |
| Edmonton-Sud-Est     |                 | David Kilgour    | PLC   |
| Edmonton-Sud-Ouest   |                 | Ian McClelland   | AC    |
| Edmonton—Strathcona  |                 | Rahim Jaffer     | AC    |
| Elk Island           |                 | Ken Epp          | AC    |
| Lakeland             |                 | Leon Benoit      | AC    |
| Lethbridge—Foothills |                 | Rick Casson      | AC    |
| Macleod              |                 | Grant Hill       | AC    |
| Medicine Hat         |                 | Monte Solberg    | AC    |
| Peace River          |                 | Charlie Penson   | AC    |
| Red Deer             |                 | Bob Mills        | AC    |
| St. Albert           |                 | John G. Williams | AC    |
| Wetaskiwin           |                 | Dale Johnston    | AC    |
| Wild Rose            |                 | Myron Thompson   | AC    |
| Yellowhead           |                 | Rob Merrifield   | AC    |

### Colombie-Britannique
| Circonscription                                  | Circonscription | Nom              | Parti |
| ------------------------------------------------ | --------------- | ---------------- | ----- |
| Burnaby—Douglas                                  |                 | Svend Robinson   | NPD   |
| Cariboo—Chilcotin                                |                 | Philip Mayfield  | AC    |
| Delta—South Richmond                             |                 | John Cummins     | AC    |
| Dewdney—Alouette                                 |                 | Grant McNally    | AC    |
| Esquimalt—Juan de Fuca                           |                 | Keith Martin     | AC    |
| Fraser Valley                                    |                 | Chuck Strahl     | AC    |
| Kamloops, Thompson et Highland Valleys           |                 | Betty Hinton     | AC    |
| Kelowna                                          |                 | Werner Schmidt   | AC    |
| Kootenay—Boundary—Okanagan                       |                 | Jim Gouk         | AC    |
| Kootenay—Columbia                                |                 | Jim Abbott       | AC    |
| Langley—Abbotsford                               |                 | Randy White      | AC    |
| Nanaimo—Alberni                                  |                 | James Lunney     | AC    |
| Nanaimo—Cowichan                                 |                 | Reed Elley       | AC    |
| New Westminster—Coquitlam—Burnaby                |                 | Paul Forseth     | AC    |
| North Vancouver                                  |                 | Ted White        | AC    |
| Okanagan—Coquihalla                              |                 | Stockwell Day    | AC    |
| Okanagan—Shuswap                                 |                 | Darrel Stinson   | AC    |
| Port Moody—Coquitlam—Port Coquitlam              |                 | James Moore      | AC    |
| Prince George—Bulkley Valley                     |                 | Richard Harris   | AC    |
| Prince George—Peace River                        |                 | Jay Hill         | AC    |
| Richmond                                         |                 | Joe Peschisolido | AC    |
| Saanich—Gulf Islands                             |                 | Gary Lunn        | AC    |
| Skeena                                           |                 | Andy Burton      | AC    |
| Surrey-Centre                                    |                 | Gurmant Grewal   | AC    |
| Surrey-Nord                                      |                 | Chuck Cadman     | AC    |
| Surrey-Sud—White Rock—Langley                    |                 | Val Meredith     | AC    |
| Vancouver-Centre                                 |                 | Hedy Fry         | PLC   |
| Vancouver-Est                                    |                 | Libby Davies     | NPD   |
| Vancouver Kingsway                               |                 | Sophia Leung     | PLC   |
| Vancouver Quadra                                 |                 | Stephen Owen     | PLC   |
| Vancouver-Sud—Burnaby                            |                 | Harbance Singh   | PLC   |
| Victoria                                         |                 | David Anderson   | PLC   |
| West Vancouver—Sunshine Coast—Sea to Sky Country |                 | John Reynolds    | AC    |

### Île-du-Prince-Édouard
| Circonscription | Circonscription | Nom               | Parti |
| --------------- | --------------- | ----------------- | ----- |
| Cardigan        |                 | Lawrence MacAulay | PLC   |
| Egmont          |                 | Joe McGuire       | PLC   |
| Hillsborough    |                 | Shawn Murphy      | PLC   |
| Malpeque        |                 | Wayne Easter      | PLC   |

### Manitoba
| Circonscription                  | Circonscription | Nom                     | Parti |
| -------------------------------- | --------------- | ----------------------- | ----- |
| Brandon—Souris                   |                 | Rick Borotsik           | PC    |
| Charleswood—St. James—Assiniboia |                 | John Harvard            | PLC   |
| Churchill                        |                 | Bev Desjarlais          | NPD   |
| Dauphin—Swan River               |                 | Inky Mark               | PR    |
| Portage—Lisgar                   |                 | Brian William Pallister | AC    |
| Provencher                       |                 | Vic Toews               | AC    |
| Saint-Boniface                   |                 | Ronald Duhamel          | PLC   |
| Selkirk—Interlake                |                 | Howard Hilstrom         | AC    |
| Winnipeg-Centre-Nord             |                 | Judy Wasylycia-Leis     | NPD   |
| Winnipeg-Centre-Sud              |                 | Anita Neville           | PLC   |
| Winnipeg-Nord—St. Paul           |                 | Rey Pagtakhan           | PLC   |
| Winnipeg-Sud                     |                 | Reg Alcock              | PLC   |
| Winnipeg—Transcona               |                 | Bill Blaikie            | NPD   |

### Nouveau-Brunswick
| Circonscription             | Circonscription | Nom                | Parti |
| --------------------------- | --------------- | ------------------ | ----- |
| Acadie—Bathurst             |                 | Yvon Godin         | NPD   |
| Beauséjour—Petitcodiac      |                 | Dominic LeBlanc    | PLC   |
| Fredericton—York—Sunbury    |                 | Andy Scott         | PLC   |
| Fundy—Royal                 |                 | John Herron        | PC    |
| Madawaska—Victoria          |                 | Jeannot Castonguay | PLC   |
| Miramichi                   |                 | Charles Hubbard    | PLC   |
| Moncton                     |                 | Claudette Bradshaw | PLC   |
| Nouveau-Brunswick-Sud-Ouest |                 | Greg Thompson      | PC    |
| Saint John                  |                 | Elsie Wayne        | PC    |
| Tobique—Mactaquac           |                 | Andy Savoy         | PLC   |

### Nouvelle-Écosse
| Circonscription                             | Circonscription | Nom             | Parti |
| ------------------------------------------- | --------------- | --------------- | ----- |
| Bras d'Or—Cap-Breton                        |                 | Roger Cuzner    | PLC   |
| Cumberland—Colchester                       |                 | Bill Casey      | PC    |
| Dartmouth                                   |                 | Wendy Lill      | NPD   |
| Halifax                                     |                 | Alexa McDonough | NPD   |
| Halifax—Ouest                               |                 | Geoff Regan     | PLC   |
| Kings—Hants                                 |                 | Scott Brison    | PC    |
| Nova-Ouest                                  |                 | Robert Thibault | PLC   |
| Pictou—Antigonish—Guysborough               |                 | Peter MacKay    | PC    |
| Sackville—Musquodoboit Valley—Eastern Shore |                 | Peter Stoffer   | NPD   |
| South Shore                                 |                 | Gerald Keddy    | PC    |
| Sydney—Victoria                             |                 | Mark Eyking     | PLC   |

### Nunavut
| Circonscription | Circonscription | Nom                   | Parti |
| --------------- | --------------- | --------------------- | ----- |
| Nunavut         |                 | Nancy Keratak-Lindell | PLC   |

### Ontario
| Circonscription                        | Circonscription | Nom                   | Parti |
| -------------------------------------- | --------------- | --------------------- | ----- |
| Algoma—Manitoulin                      |                 | Brent St. Denis       | PLC   |
| Ancaster—Dundas—Flamborough—Aldershot  |                 | John H. Bryden        | PLC   |
| Barrie—Simcoe—Bradford                 |                 | Aileen Carroll        | PLC   |
| Beaches—East York                      |                 | Maria Minna           | PLC   |
| Bramalea—Gore—Malton—Springdale        |                 | Gurbax Malhi          | PLC   |
| Brampton-Centre                        |                 | Sarkis Assadourian    | PLC   |
| Brampton-Ouest—Mississauga             |                 | Colleen Beaumier      | PLC   |
| Brant                                  |                 | Jane Stewart          | PLC   |
| Bruce—Grey—Owen Sound                  |                 | Ovid Jackson          | PLC   |
| Burlington                             |                 | Paddy Torsney         | PLC   |
| Cambridge                              |                 | Janko Peric           | PLC   |
| Chatham-Kent—Essex                     |                 | Jerry Pickard         | PLC   |
| Davenport                              |                 | Charles Caccia        | PLC   |
| Don Valley-Est                         |                 | David Collenette      | PLC   |
| Don Valley-Ouest                       |                 | John Godfrey          | PLC   |
| Dufferin—Peel—Wellington—Grey          |                 | Murray Calder         | PLC   |
| Durham                                 |                 | Alex Shepherd         | PLC   |
| Eglinton—Lawrence                      |                 | Joe Volpe             | PLC   |
| Elgin—Middlesex—London                 |                 | Gar Knutson           | PLC   |
| Erie—Lincoln                           |                 | John Maloney          | PLC   |
| Essex                                  |                 | Susan Whelan          | PLC   |
| Etobicoke-Centre                       |                 | Allan Rock            | PLC   |
| Etobicoke-Nord                         |                 | Roy Cullen            | PLC   |
| Etobicoke—Lakeshore                    |                 | Jean Augustine        | PLC   |
| Glengarry—Prescott—Russell             |                 | Don Boudria           | PLC   |
| Guelph—Wellington                      |                 | Brenda Chamberlain    | PLC   |
| Haldimand—Norfolk—Brant                |                 | Bob Speller           | PLC   |
| Haliburton—Victoria—Brock              |                 | John Francis O'Reilly | PLC   |
| Halton                                 |                 | Julian Reed           | PLC   |
| Hamilton-Est                           |                 | Sheila Copps          | PLC   |
| Hamilton Mountain                      |                 | Beth Phinney          | PLC   |
| Hamilton-Ouest                         |                 | Stan Keyes            | PLC   |
| Hastings—Frontenac—Lennox et Addington |                 | Larry McCormick       | PLC   |
| Huron—Bruce                            |                 | Paul Steckle          | PLC   |
| Kenora—Rainy River                     |                 | Robert Daniel Nault   | PLC   |
| Kingston et les Îles                   |                 | Peter Milliken        | PLC   |
| Kitchener-Centre                       |                 | Karen Redman          | PLC   |
| Kitchener—Waterloo                     |                 | Andrew Telegdi        | PLC   |
| Lambton—Kent—Middlesex                 |                 | Rose-Marie Ur         | PLC   |
| Lanark—Carleton                        |                 | Scott Reid            | AC    |
| Leeds—Grenville                        |                 | Joe Jordan            | PLC   |
| London-Centre-Nord                     |                 | Joe Fontana           | PLC   |
| London—Fanshawe                        |                 | Pat O'Brien           | PLC   |
| London-Ouest                           |                 | Sue Barnes            | PLC   |
| Markham                                |                 | John McCallum         | PLC   |
| Mississauga-Centre                     |                 | Carolyn Parrish       | PLC   |
| Mississauga-Est                        |                 | Albina Guarnieri      | PLC   |
| Mississauga-Ouest                      |                 | Steve Mahoney         | PLC   |
| Mississauga-Sud                        |                 | Paul Szabo            | PLC   |
| Nepean—Carleton                        |                 | David Pratt           | PLC   |
| Niagara-Centre                         |                 | Anthony Tirabassi     | PLC   |
| Niagara Falls                          |                 | Gary Pillitteri       | PLC   |
| Nickel Belt                            |                 | Raymond Bonin         | PLC   |
| Nipissing                              |                 | Bob Wood              | PLC   |
| Northumberland                         |                 | Paul Macklin          | PLC   |
| Oak Ridges                             |                 | Bryon Wilfert         | PLC   |
| Oakville                               |                 | Bonnie Brown          | PLC   |
| Oshawa                                 |                 | Ivan Grose            | PLC   |
| Ottawa-Centre                          |                 | Mac Harb              | PLC   |
| Ottawa—Orléans                         |                 | Eugène Bellemare      | PLC   |
| Ottawa-Ouest—Nepean                    |                 | Marlene Catterall     | PLC   |
| Ottawa-Sud                             |                 | John Manley           | PLC   |
| Ottawa—Vanier                          |                 | Mauril Bélanger       | PLC   |
| Oxford                                 |                 | John Baird Finlay     | PLC   |
| Parkdale—High Park                     |                 | Sarmite Bulte         | PLC   |
| Parry Sound—Muskoka                    |                 | Andy Mitchell         | PLC   |
| Perth—Middlesex                        |                 | John Richardson       | PLC   |
| Peterborough                           |                 | Peter Adams           | PLC   |
| Pickering—Ajax—Uxbridge                |                 | Dan McTeague          | PLC   |
| Prince Edward—Hastings                 |                 | Lyle Vanclief         | PLC   |
| Renfrew—Nipissing—Pembroke             |                 | Cheryl Gallant        | AC    |
| Sarnia—Lambton                         |                 | Roger Gallaway        | PLC   |
| Sault Ste. Marie                       |                 | Carmen Provenzano     | PLC   |
| Scarborough—Agincourt                  |                 | Jim Karygiannis       | PLC   |
| Scarborough-Centre                     |                 | John Cannis           | PLC   |
| Scarborough-Est                        |                 | John McKay            | PLC   |
| Scarborough—Rouge River                |                 | Derek Lee             | PLC   |
| Scarborough-Sud-Ouest                  |                 | Tom Wappel            | PLC   |
| Simcoe—Grey                            |                 | Paul Bonwick          | PLC   |
| Simcoe-Nord                            |                 | Paul DeVillers        | PLC   |
| St. Catharines                         |                 | Walt Lastewka         | PLC   |
| St. Paul's                             |                 | Carolyn Bennett       | PLC   |
| Stoney Creek                           |                 | Tony Valeri           | PLC   |
| Stormont—Dundas                        |                 | Bob Kilger            | PLC   |
| St. Paul's                             |                 | Carolyn Bennett       | PLC   |
| Sudbury                                |                 | Diane Marleau         | PLC   |
| Tornhill                               |                 | Elinor Caplan         | PLC   |
| Thunder Bay—Atikokan                   |                 | Stan Dromisky         | PLC   |
| Thunder Bay—Superior-Nord              |                 | Joe Comuzzi           | PLC   |
| Timiskaming—Cochrane                   |                 | Benoît Serré          | PLC   |
| Timmins—Baie James                     |                 | Réginald Bélair       | PLC   |
| Toronto-Centre—Rosedale                |                 | Bill Graham           | PLC   |
| Toronto—Danforth                       |                 | Dennis Mills          | PLC   |
| Trinity—Spadina                        |                 | Tony Ianno            | PLC   |
| Vaughan–King–Aurora                    |                 | Maurizio Bevilacqua   | PLC   |
| Waterloo—Wellington                    |                 | Lynn Myers            | PLC   |
| Whitby—Ajax                            |                 | Judi Longfield        | PLC   |
| Willowdale                             |                 | Jim Peterson          | PLC   |
| Windsor-Ouest                          |                 | Herb Gray             | PLC   |
| Windsor—St. Clair                      |                 | Joe Comartin          | NPD   |
| York-Centre                            |                 | Art Eggleton          | PLC   |
| York-Nord                              |                 | Karen Kraft Sloan     | PLC   |
| York-Ouest                             |                 | Judy Sgro             | PLC   |
| York-Sud—Weston                        |                 | Alan Tonks            | PLC   |

### Québec
| Circonscription                                    | Circonscription | Nom                       | Parti |
| -------------------------------------------------- | --------------- | ------------------------- | ----- |
| Abitibi—Baie-James—Nunavik                         |                 | Guy Saint-Julien          | PLC   |
| Ahuntsic                                           |                 | Eleni Bakopanos           | PLC   |
| Anjou—Rivière-des-Prairies                         |                 | Yvon Charbonneau          | PLC   |
| Argenteuil—Papineau—Mirabel                        |                 | Mario Laframboise         | BQ    |
| Bas-Richelieu—Nicolet—Bécancour                    |                 | Louis Plamondon           | BQ    |
| Beauce                                             |                 | Claude Drouin             | PLC   |
| Beauharnois—Salaberry                              |                 | Serge Marcil              | PLC   |
| Beauport—Montmorency—Côte-de-Beaupré—Île-d'Orléans |                 | Michel Guimond            | BQ    |
| Bellechasse—Etchemins—Montmagny—L'Islet            |                 | Gilbert Normand           | PLC   |
| Berthier—Montcalm                                  |                 | Michel Bellehumeur        | BQ    |
| Bonaventure—Gaspé—Îles-de-la-Madeleine—Pabok       |                 | Georges Farrah            | PLC   |
| Bourassa                                           |                 | Denis Coderre             | PLC   |
| Brome—Missisquoi                                   |                 | Denis Paradis             | PLC   |
| Brossard—La Prairie                                |                 | Jacques Saada             | PLC   |
| Chambly                                            |                 | Ghislain Lebel            | BQ    |
| Champlain                                          |                 | Marcel Gagnon             | BQ    |
| Charlesbourg—Jacques-Cartier                       |                 | Richard Marceau           | BQ    |
| Charlevoix                                         |                 | Gérard Asselin            | BQ    |
| Châteauguay                                        |                 | Robert Lanctôt            | BQ    |
| Châteauguay                                        | PLC             | Robert Lanctôt            |       |
| Chicoutimi—Le Fjord                                |                 | André Harvey              | PLC   |
| Compton—Stanstead                                  |                 | David Price               | PLC   |
| Drummond                                           |                 | Pauline Picard            | BQ    |
| Frontenac—Mégantic                                 |                 | Gérard Binet              | PLC   |
| Gatineau                                           |                 | Mark Assad                | PLC   |
| Hochelaga-Maisonneuve                              |                 | Réal Ménard               | BQ    |
| Hull—Aylmer                                        |                 | Marcel Proulx             | PLC   |
| Joliette                                           |                 | Pierre Paquette           | BQ    |
| Jonquière                                          |                 | Jocelyne Girard-Bujold    | BQ    |
| Kamouraska—Rivière-du-Loup—Témiscouata—Les Basques |                 | Paul Crête                | BQ    |
| Lac-Saint-Jean—Saguenay                            |                 | Stéphan Tremblay          | BQ    |
| Lac-Saint-Louis                                    |                 | Clifford Lincoln          | PLC   |
| LaSalle—Émard                                      |                 | Paul Martin               | PLC   |
| Laurentides                                        |                 | Monique Guay              | BQ    |
| Laurier—Sainte-Marie                               |                 | Gilles Duceppe            | BQ    |
| Laval-Centre                                       |                 | Madeleine Dalphond-Guiral | BQ    |
| Laval-Est                                          |                 | Carole-Marie Allard       | PLC   |
| Laval-Ouest                                        |                 | Raymonde Folco            | PLC   |
| Lévis-et-Chutes-de-la-Chaudière                    |                 | Antoine Dubé              | BQ    |
| Longueuil                                          |                 | Caroline St-Hilaire       | BQ    |
| Lotbinère                                          |                 | Odina Desrochers          | BQ    |
| Louis-Hébert                                       |                 | Hélène Scherrer           | PLC   |
| Manicouagan                                        |                 | Ghislain Fournier         | BQ    |
| Matapédia—Matane                                   |                 | Jean-Yves Roy             | BQ    |
| Mercier                                            |                 | Francine Lalonde          | BQ    |
| Mont-Royal                                         |                 | Irwin Cotler              | PLC   |
| Notre-Dame-de-Grâce                                |                 | Marlene Jennings          | PLC   |
| Outremont                                          |                 | Martin Cauchon            | PLC   |
| Papineau—Saint-Denis                               |                 | Pierre Pettigrew          | PLC   |
| Pierrefonds—Dollard                                |                 | Bernard Patry             | PLC   |
| Pontiac—Gatineau—Labelle                           |                 | Robert Bertrand           | PLC   |
| Portneuf                                           |                 | Claude Duplain            | PLC   |
| Québec                                             |                 | Christiane Gagnon         | BQ    |
| Québec-Est                                         |                 | Jean-Guy Carignan         | PLC   |
| Repentigny                                         |                 | Benoît Sauvageau          | BQ    |
| Richmond—Arthabaska                                |                 | André Bachand             | PC    |
| Rimouski-Neigette-et-la-Mitis                      |                 | Suzanne Tremblay          | BQ    |
| Roberval                                           |                 | Michel Gauthier           | BQ    |
| Rosemont                                           |                 | Bernard Bigras            | BQ    |
| Saint-Bruno—Saint-Hubert                           |                 | Pierrette Venne           | BQ    |
| Rivière-des-Mille-Îles                             |                 | Gilles Perron             | BQ    |
| Saint-Hyacinthe—Bagot                              |                 | Yvan Loubier              | BQ    |
| Saint-Jean                                         |                 | Claude Bachand            | BQ    |
| Saint-Lambert                                      |                 | Yolande Thibeault         | PLC   |
| Saint-Laurent—Cartierville                         |                 | Stéphane Dion             | PLC   |
| Saint-Léonard—Saint-Michel                         |                 | Alfonso Gagliano          | PLC   |
| Saint-Maurice                                      |                 | Jean Chrétien             | PLC   |
| Shefford                                           |                 | Diane Saint-Jacques       | PLC   |
| Sherbrooke                                         |                 | Serge Cardin              | BQ    |
| Témiscamingue                                      |                 | Pierre Brien              | BQ    |
| Terrebonne—Blainville                              |                 | Diane Bourgeois           | BQ    |
| Trois-Rivières                                     |                 | Yves Rocheleau            | BQ    |
| Vaudreuil—Soulanges                                |                 | Nick Discepola            | PLC   |
| Verchères—Les Patriotes                            |                 | Stéphane Bergeron         | BQ    |
| Verdun—Saint-Henri—Saint-Paul—Pointe-Saint-Charles |                 | Raymond Lavigne           | PLC   |
| Westmount—Ville-Marie                              |                 | Lucienne Robillard        | PLC   |

### Saskatchewan
| Circonscription            | Circonscription | Nom               | Parti |
| -------------------------- | --------------- | ----------------- | ----- |
| Battlefords—Lloydminster   |                 | Gerry Ritz        | AC    |
| Blackstrap                 |                 | Lynne Yelich      | AC    |
| Cypress Hills—Grasslands   |                 | David L. Anderson | AC    |
| Palliser                   |                 | Dick Proctor      | NPD   |
| Prince Albert              |                 | Brian Fitzpatrick | AC    |
| Regina—Lumsden—Lake Centre |                 | Larry Spencer     | AC    |
| Regina—Qu'Appelle          |                 | Lorne Nystrom     | NPD   |
| Saskatoon—Humboldt         |                 | Jim Pankiw        | AC    |
| Saskatoon—Rosetown—Biggar  |                 | Carol Skelton     | AC    |
| Wanuskewin                 |                 | Maurice Vellacott | AC    |
| Souris—Moose Mountain      |                 | Roy Bailey        | AC    |
| Wascana                    |                 | Ralph Goodale     | PLC   |
| Yorkton—Melville           |                 | Garry Breitkreuz  | AC    |

### Terre-Neuve
| Circonscription              | Circonscription | Nom              | Parti |
| ---------------------------- | --------------- | ---------------- | ----- |
| Bonavista—Trinity—Conception |                 | John Efford      | PLC   |
| Burin—St. George's           |                 | Bill Matthews    | PLC   |
| Gander—Grand Falls           |                 | George Baker     | PLC   |
| Humber—St. Barbe—Baie Verte  |                 | Gerry Byrne      | PLC   |
| Labrador                     |                 | Lawrence O'Brien | PLC   |
| St. John's-Est               |                 | Norman Doyle     | PC    |
| St. John's-Ouest             |                 | Loyola Hearn     | PC    |

### Territoires du Nord-Ouest
| Circonscription | Circonscription | Nom                  | Parti |
| --------------- | --------------- | -------------------- | ----- |
| Western Arctic  |                 | Ethel Blondin-Andrew | PLC   |

### Yukon
| Circonscription | Circonscription | Nom           | Parti |
| --------------- | --------------- | ------------- | ----- |
| Yukon           |                 | Larry Bagnell | PLC   |

## Élections partielles

### 13 mai 2002
- Bonavista—Trinity—Conception, Terre-Neuve: R. John Efford (Libéral)
- Calgary-Sud-Ouest, Alberta: Stephen Joseph Harper (Allianciste)
- Gander—Grand Falls, Terre-Neuve: Rex Barnes (Progressiste-conservateur)
- Saint-Boniface, Manitoba: Raymond Simard (Libéral)
- Saint-Léonard—Saint-Michel, Québec: Massimo Pacetti (Libéral)
- Verdun—Saint-Henri—Saint-Paul—Pointe Saint-Charles, Québec: Liza Frulla (Libéral)
- Windsor-Ouest, Ontario: Brian Masse (Nouveau parti démocratique)

### 9 décembre 2002
- Berthier—Montcalm, Québec: Roger Gaudet (Bloc québécois)
- Lac-Saint-Jean—Saguenay, Québec: Sébastien Gagnon (Bloc québécois)

### 12 mai 2003
- Perth—Middlesex, Ontario: Gary Schellenberger (Progressiste-conservateur)

### 16 juin 2003
- Lévis-et-Chutes-de-la-Chaudière, Québec: Christian Jobin (Libéral)
- Témiscamingue, Québec: Gilbert Barrette (Libéral)